# Arganchy
Arganchy [aʁˈɡɑ̃ˈʃi] ist eine französische Gemeinde mit 216 Einwohnern (Stand: 1. Januar 2022) im Département Calvados in der Region Normandie. Sie gehört zum Arrondissement Bayeux und zum Kanton Bayeux. Die Einwohner werden Arganchois genannt.

## Geografie
Arganchy liegt etwa sechs Kilometer südsüdwestlich von Bayeux. Umgeben wird Arganchy von den Nachbargemeinden Subles im Norden und Westen, Guéron im Norden und Nordosten, Ellon im Osten, Juaye-Mondaye im Südosten sowie Saint-Paul-du-Vernay im Süden und Südwesten.

## Bevölkerungsentwicklung
| Jahr                             | 1962 | 1968 | 1975 | 1982 | 1990 | 1999 | 2006 | 2013 |
| Einwohner                        | 204  | 201  | 135  | 170  | 218  | 230  | 220  | 235  |
| Quelle: Cassini, EHESS und INSEE |      |      |      |      |      |      |      |      |

## Sehenswürdigkeiten

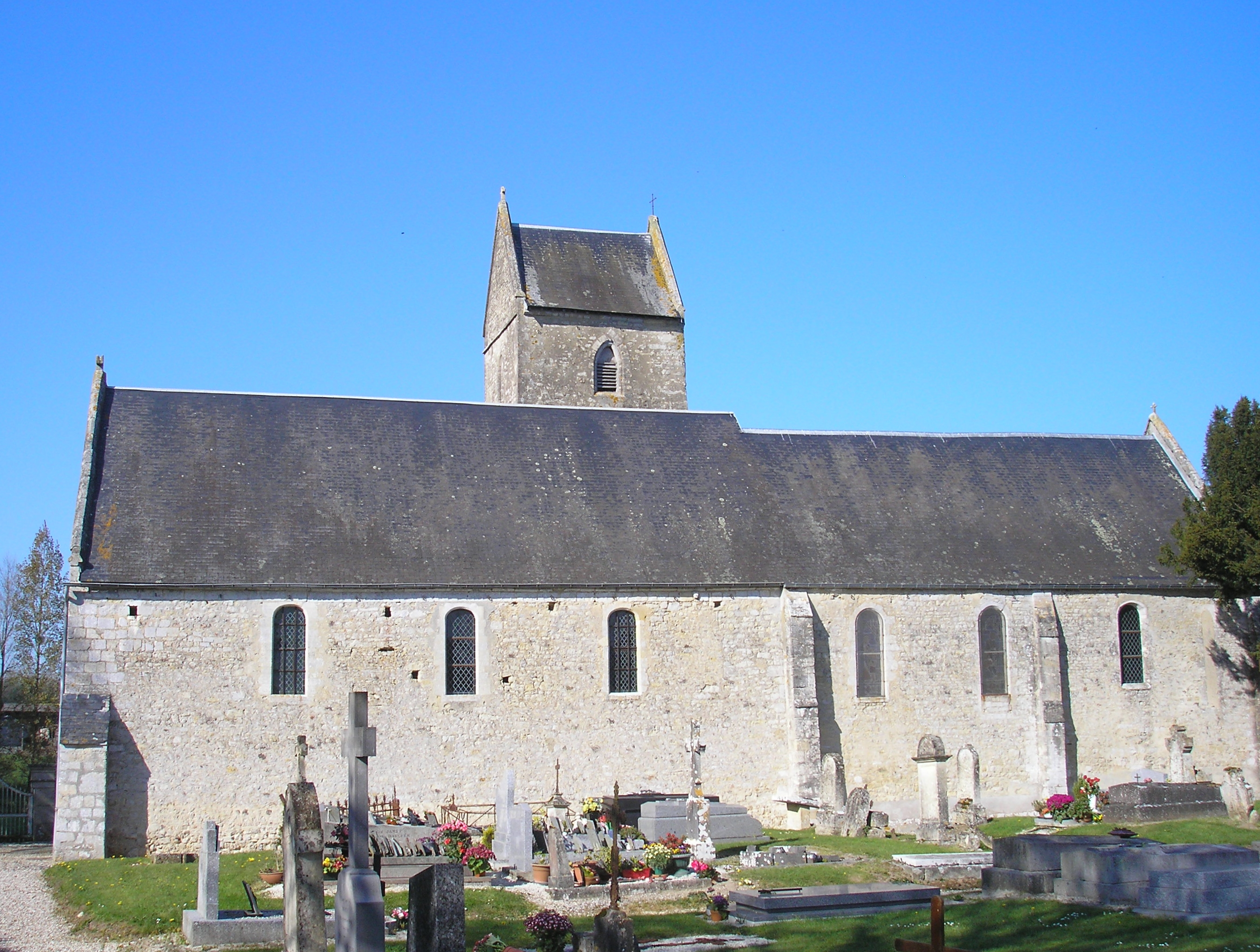
Kirche Sainte-Radegonde

- Kirche Sainte-Radegonde aus dem 17. Jahrhundert, Monument historique
- La Forte Main, frühere Falschmünzerei